# Дюваль, Шелли
Ше́лли Але́ксис Дюва́ль (англ. Shelley Alexis Duvall; 7 июля 1949, Форт-Уэрт, Техас — 11 июля 2024, Бланко, Техас) — американская актриса и продюсер. 
Номинантка на премии BAFTA (1978) и «Эмми» (1988, 1992), обладательница приза за лучшую женскую роль на Каннском кинофестивале (1977). Наиболее известна по участию в фильмах «Нэшвилл» (1975), «Три женщины» (1977), «Энни Холл» (1977), «Сияние» (1980), «Попай» (1980), «Бандиты во времени» (1981) и «Портрет леди» (1996).

## Ранняя жизнь
Шелли Алексис Дюваль родилась 7 июля 1949 года в Форт-Уэрте штата Техас. Её мать — брокер по недвижимости Бобби Рут Кроуфорд, отец — адвокат Роберт Ричардсон Дюваль. Помимо Шелли, в семье росли её три брата Скотт, Шэйн и Стюарт. 
В юном возрасте она заинтересовалась наукой и хотела стать учёным. Дюваль училась в средней школе Уолтрипа, которую окончила в 1967 году. После этого она некоторое время работала продавщицей косметики в универмаге. Затем Дюваль обучалась в младшем колледже Южного Техаса на курсе диетологии и лечебного питания, однако вскоре бросила его после того, как стала свидетельницей вивисекции обезьяны.

## Карьера
Дебют Шелли в кино состоялся в 1970 году, когда она была замечена людьми режиссёра Роберта Олтмена и сыграла в его комедии «Брюстер Макклауд». Олтмен был настолько потрясён Дюваль, что пригласил её в следующие свои фильмы: вестерн «Маккейб и миссис Миллер» (1971), криминальную драму «Воры как мы» (1974) и мюзикл «Нэшвилл» (1975). 
С 1977 года начался расцвет карьеры Дюваль: она была награждена призом за лучшую женскую роль на 30-м Каннском кинофестивале за исполнение роли Милли Ламмурё в драме Роберта Олтмена «Три женщины». За эту же роль Шелли была выдвинута на премию BAFTA, но на церемонии вручения проиграла Дайан Китон. В том же году актриса появилась в романтической комедии Вуди Аллена «Энни Холл», получившей премию «Оскар» за лучший фильм года.
Следующая роль Дюваль стала наиболее прославленной в её карьере. Актриса перевоплотилась в Венди Торренс, жену писателя Джека Торренса, постепенно сходящего с ума, в фильме Стэнли Кубрика «Сияние» (экранизация одноимённого романа Стивена Кинга). Мужа героини Дюваль сыграл «оскароносный» актёр Джек Николсон. Несмотря на успех и популярность фильма, сама Дюваль удостоилась отрицательных отзывов за актёрскую игру и номинировалась на антипремию «Золотая малина», но статуэтка тогда была вручена Брук Шилдс. 
Наиболее значимые роли Дюваль в 1980-х годах — Олив Ойл в «Попае» (1980), Панси в «Бандитах во времени» (1981), Сьюзан Франкенштейн в «Франкенвини» (1984) и Дикси в «Роксане» (1987).
За продюсирование телесериалов «Невероятные сказания и легенды» и «Сказки на ночь от Шелли Дюваль» актриса была удостоена двух номинаций на телевизионную премию «Эмми» в 1988 и 1992 годах соответственно. 
С 2003 по 2022 год Дюваль не снималась в кино. В 2023 году после 20-летнего перерыва актриса вернулась в кино, сыграв роль в фильме ужасов «Лесные холмы», ставший последним в её карьере.

## Личная жизнь
В 1970 году Дюваль вышла замуж за художника Бернарда Сэмпсона, но их брак просуществовал всего четыре года по причине её активной карьеры в тот период. Детей у актрисы в браке не было. Затем она познакомилась с наследником табачной империи Патриком Рейнольдсом в голливудском ночном клубе. Дюваль пригласила Рейнольдса на съёмки «Нэшвилла», где режиссёр Роберт Олтмен утвердил его на эпизодическую роль. Они жили вместе до 1976 года.
В 1976 году Дюваль встретила певца и композитора Пола Саймона во время её работы над фильмом «Энни Холл». Их отношения продлились два года и завершились после того, как Дюваль познакомила Саймона со своей подругой Кэрри Фишер, и те начали встречаться. После этого в 1978 году актриса короткое время была в отношениях с музыкантом Ринго Старром.
С 1989 года до своей смерти Дюваль встречалась с Дэном Гилроем, солистом группы Breakfast Club. В 1994 году в округе Лос-Анджелес, где актриса в тот момент жила с Гилроем, произошло землетрясение, после чего они переехали в город Бланко штата Техас.

## Болезнь и смерть
В ноябре 2016 года Дюваль впервые после долгого перерыва появилась на телевидении в шоу «Доктор Фил», где призналась психологу Филу Макгроу, что страдает психическим расстройством. Выпуск вызвал широкий общественный резонанс. В частности, Вивиан Кубрик, дочь Стэнли Кубрика, в соцсети «Твиттер» обвинила Макгроу в «эксплуататорском отношении» к актрисе. После выхода выпуска в эфир благотворительная организация «Фонд актёров» выступила в качестве спонсора лечения Шелли.
В поздние годы актриса также страдала сахарным диабетом и травмой стопы, из-за чего была ограничена в передвижении. В последние месяцы жизни она находилась в хосписе. Дюваль скончалась 11 июля 2024 года, через четыре дня после 75-летнего юбилея, во сне в своём доме в городе Бланко штата Техас от осложнений, вызванных диабетом.

## Фильмография
| Год  |    | Русское название                     | Оригинальное название                                          | Роль                |
| ---- | -- | ------------------------------------ | -------------------------------------------------------------- | ------------------- |
| 1970 | ф  | Брюстер Макклауд                     | Brewster McCloud                                               | Сюзанн Дэвис        |
| 1971 | ф  | Маккейб и миссис Миллер              | McCabe & Mrs. Miller                                           | Ида Койл            |
| 1974 | ф  | Воры как мы                          | Thieves Like Us                                                | Кичи                |
| 1975 | ф  | Нэшвилл                              | Nashville                                                      | Л. Эй. Джоан        |
| 1976 | ф  | Баффало Билл и индейцы               | Buffalo Bill and the Indians, or Sitting Bull's History Lesson | Френсис Кливленд    |
| 1976 | тф | Бернис Бобс и её волосы              | Bernice Bobs Her Hair                                          | Бернис              |
| 1977 | ф  | Три женщины                          | 3 Women                                                        | Милли Ламурё        |
| 1977 | ф  | Энни Холл                            | Annie Hall                                                     | Пэм                 |
| 1980 | ф  | Сияние                               | The Shining                                                    | Венди Торренс       |
| 1980 | ф  | Попай                                | Popeye                                                         | Олив Ойл            |
| 1981 | ф  | Бандиты времени                      | Time Bandits                                                   | Панси               |
| 1984 | тф | Букер                                | Booker                                                         | Лора                |
| 1984 | ф  | Франкенвини                          | Frankenweenie                                                  | Сьюзан Франкенштейн |
| 1987 | тф | Жаба                                 | Frog                                                           | миссис Андерсон     |
| 1987 | ф  | Роксана                              | Roxanne                                                        | Дикси               |
| 1991 | тф | Жабы!                                | Frogs                                                          | Энни                |
| 1991 | ф  | Коммандо из пригорода                | Suburban Commando                                              | Дженни Уилкокс      |
| 1992 | с  | Сказки на ночь от Шелли Дюваль       | Shelley Duvall's Bedtime Stories                               | камео               |
| 1995 | ф  | Там, внутри                          | Underneath                                                     | медсестра           |
| 1996 | ф  | Портрет леди                         | The Portrait Of A Lady                                         | графиня Гемини      |
| 1997 | ф  | Мой учитель съел мою домашнюю работу | My Teacher Ate My Homework                                     | миссис Финк         |
| 1997 | ф  | Меняющиеся привычки                  | Changing Habits                                                | сестра Агата        |
| 1997 | ф  | Сумерки ледяных нимф                 | Twilight of the Ice Nymphs                                     | Амелия Глэнн        |
| 1997 | ф  | Человек-ракета                       | RocketMan                                                      | миссис Рэнделл      |
| 1997 | ф  | Один                                 | Alone                                                          | Эстель              |
| 1998 | ф  | Мумия: Принц Египта                  | Tale of the Mummy                                              | Эдит Батрос         |
| 1998 | ф  | Каспер встречает Венди               | Casper Meets Wendy                                             | Гэбби               |
| 1998 | ф  | Вот такие пироги                     | Home Fries                                                     | миссис Джексон      |
| 1999 | ф  | Четвёртый этаж                       | The 4th Floor                                                  | Марта Стюарт        |
| 2000 | ф  | Их поменяли мозгами                  | Boltneck                                                       | миссис Стайн        |
| 2002 | ф  | Манна небесная                       | Manna from Heaven                                              | детектив Дубрински  |
| 2023 | ф  | Лесные холмы                         | The Forest Hills                                               | мать Рико           |